# Manor MNR1
Chronologie des modèles (2015)
Marussia MR03
La Manor MNR1, parfois connue sous la dénomination Marussia MR04, est un prototype de monoplace de Formule 1 conçue par l'ingénieur italien Luca Furbatto, pour le compte de l'écurie britannique Manor Motorsport, dans le cadre du championnat du monde de Formule 1 2015. Elle est censée être équipée d'un moteur V6 Ferrari Tipo 059/3, mais faute de moyens financiers suffisants, la MNR1 n'a jamais été construite intégralement. Manor Motorsport, qui fait suite à la défection de Marussia F1 Team à la fin de la saison 2014, est reprise par Stephen Fitzpatrick, qui fonde Manor Racing.